# David Gould
David L. Gould (Galston, 9 gennaio 1873 – 25 gennaio 1939) è stato un allenatore di calcio e calciatore scozzese naturalizzato statunitense, di ruolo centrocampista.

## Carriera
Allenò la Nazionale statunitense ai Mondiali del 1934.